# Drugi rząd Manuela Vallsa
Drugi rząd Manuela Vallsa – 38. rząd V Republiki Francuskiej funkcjonujący od sierpnia 2014 do grudnia 2016. Funkcję prezydenta w tym okresie pełnił François Hollande. Zastąpił pierwszy rząd tegoż premiera, a sam został zastąpiony przez rząd Bernarda Cazeneuve’a. W skład gabinetu wchodzili przedstawiciele Partii Socjalistycznej, a także Lewicowej Partii Radykalnej, później dołączyli do nich również przedstawiciele Parti écologiste.
25 sierpnia 2014 Manuel Valls ogłosił dymisję rządu po tym, jak minister gospodarki i odnowy produkcji Arnaud Montebourg skrytykował politykę gospodarczą prowadzoną przez rząd. Prezydent Francji François Hollande tego samego dnia powierzył dotychczasowemu premierowi misję utworzenia nowego gabinetu. 26 sierpnia 2014 powołano skład gabinetu.
W składzie rządu w trakcie funkcjonowania doszło do szeregu zmian. Najpoważniejsza rekonstrukcja miała miejsce 11 lutego 2016.
5 grudnia 2016 Manuel Valls ogłosił, że zamierza się ubiegać o urząd prezydenta w wyborach prezydenckich, które zaplanowano na 23 kwietnia 2017. W związku z tym złożył dymisję z funkcji premiera, która została przyjęta. Prezydent François Hollande 6 grudnia 2016 na stanowisko nowego premiera desygnował dotychczasowego ministra spraw wewnętrznych Bernarda Cazeneuve’a.

## Skład rządu w dniu powołania
Ministrowie
- Premier: Manuel Valls
- Minister spraw zagranicznych: Laurent Fabius
- Minister ekologii, zrównoważonego rozwoju i energii: Ségolène Royal
- Minister edukacji narodowej, szkolnictwa wyższego i badań naukowych: Najat Vallaud-Belkacem
- Minister sprawiedliwości, strażnik pieczęci: Christiane Taubira
- Minister finansów i wydatków publicznych: Michel Sapin
- Minister obrony: Jean-Yves Le Drian
- Minister spraw społecznych, zdrowia i praw kobiet: Marisol Touraine
- Minister pracy, zatrudnienia, kształcenia zawodowego i dialogu społecznego: François Rebsamen
- Minister spraw wewnętrznych: Bernard Cazeneuve
- Minister rolnictwa, rzecznik prasowy rządu: Stéphane Le Foll
- Minister gospodarki, przemysłu i cyfryzacji: Emmanuel Macron
- Minister mieszkalnictwa, równości terytorialnej i obszarów wiejskich: Sylvia Pinel
- Minister decentralizacji i służb publicznych: Marylise Lebranchu
- Minister kultury i komunikacji: Fleur Pellerin
- Minister ds. miast, sportu i młodzieży: Patrick Kanner
- Minister ds. terytoriów zamorskich: George Pau-Langevin

Sekretarze stanu
- Jean-Marie Le Guen (ds. do relacji z parlamentem)
- Thierry Mandon (ds. reformy państwa)
- Harlem Désir (ds. europejskich)
- Annick Girardin (ds. rozwoju i Frankofonii)
- Thomas Thévenoud (ds. handlu zagranicznego, promocji turystyki i Francuzów poza granicami kraju)
- Alain Vidalies (ds. transportu, gospodarki morskiej i rybołówstwa)
- Geneviève Fioraso (ds. szkolnictwa wyższego i badań naukowych)
- Christian Eckert (ds. budżetu)
- Kader Arif (ds. kombatantów)
- Laurence Rossignol (ds. rodziny i osób starszych)
- Ségolène Neuville (ds. osób niepełnosprawnych i przeciwdziałaniu wykluczeniu)
- Pascale Boistard (ds. praw kobiet)
- Carole Delga (ds. handlu, rzemiosła, konsumpcji, gospodarki społecznej i solidarności)
- Axelle Lemaire (ds. cyfryzacji)
- André Vallini (ds. reformy terytorialnej)
- Myriam El Khomri (ds. polityki miejskiej)
- Thierry Braillard (ds. sportu)

## Zmiany w składzie rządu
4 września 2014
Odwołany został sekretarz stanu Thomas Thévenoud, zastąpił go Matthias Fekl.
21 listopada 2014
Odwołany został sekretarz stanu Kader Arif, zastąpił go Jean-Marc Todeschini.
5 marca 2015
Odwołana została sekretarz stanu Geneviève Fioraso, jej kompetencje przejęła dodatkowo minister Najat Vallaud-Belkacem.
17 czerwca 2015
Thierry Mandon przeszedł na stanowisko sekretarza stanu ds. szkolnictwa wyższego i badań naukowych. Clotilde Valter zastąpiła go na stanowisku sekretarza stanu ds. reformy państwa. Odwołana została sekretarz stanu Carole Delga, zastąpiła ją Martine Pinville.
2 września 2015
Odwołany został minister François Rebsamen, zastąpiła go Myriam El Khomri, jej kompetencje jako sekretarza stanu przejął dodatkowo minister Patrick Kanner.
27 stycznia 2016
Odwołana została minister Christiane Taubira, zastąpił ją Jean-Jacques Urvoas.
11 lutego 2016
Do istotnej rekonstrukcji rządu doszło 11 lutego 2016. Nowym ministrem spraw zagranicznych w miejsce Laurenta Fabiusa został Jean-Marc Ayrault. Annick Girardin zastąpiła Marylise Lebranchu na stanowisku ministra służb publicznych. Audrey Azoulay została ministrem kultury i komunikacji w miejsce Fleur Pellerin. Związana z ugrupowaniem ekologów Emmanuelle Cosse objęła stanowisko ministra mieszkalnictwa, a lider radykałów Jean-Michel Baylet stanął na czele resortu planowania przestrzennego i obszarów wiejskich (zdymisjonowana została zaś Sylvia Pinel). Do rangi ministra awansowała Laurence Rossignol, odpowiadając za sprawy rodziny, dzieci i praw kobiet (nazwę jej urzędu zmodyfikowano 3 marca 2016). Zmodyfikowano nazwy kilku urzędów i zakresy obowiązków kilku ministrów.
Sekretarzami stanu zostali: Jean-Vincent Placé (ds. reformy państwa), Barbara Pompili (ds. różnorodności biologicznej), Ericka Bareigts (ds. równości), Juliette Méadel (ds. pomocy ofiarom przestępstw), Estelle Grelier (ds. spójności terytorialnej) i Hélène Geoffroy (ds. miast). Clotilde Valter przeszła na stanowisko sekretarza stanu ds. kształcenia zawodowego, André Vallini na stanowisko sekretarza stanu ds. rozwoju i Frankofonii, Pascale Boistard na stanowisko sekretarza stanu ds. osób starszych.
30 sierpnia 2016
Odwołany został minister Emmanuel Macron. Michel Sapin przeszedł na stanowisko ministra gospodarki i finansów. Odwołana została minister George Pau-Langevin, zastąpiła ją Ericka Bareigts
1 września 2016
Axelle Lemaire przeszła na stanowisko sekretarza stanu ds. cyfryzacji i innowacji. Christophe Sirugue objął stanowisko sekretarza stanu ds. przemysłu.